# 14 de novembre
El 14 de novembre o 14 de santandria és el tres-cents divuitè dia de l'any del calendari gregorià i el tres-cents dinovè en els anys de traspàs. Queden 47 dies per finalitzar l'any.

## Esdeveniments
Països Catalans

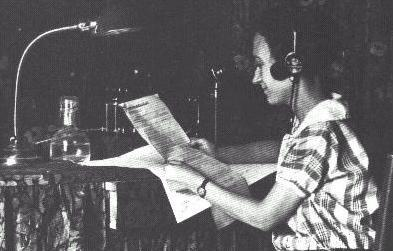
Maria Sabaté, primera veu de Ràdio Barcelona.

- 1039 - Sant Cugat del Vallès: Elisabet de Nimes es casa amb el comte de Barcelona Ramon Berenguer I, el Vell, al Monestir de Sant Cugat.
- 1839 - Peracamps (Llobera, Solsonès): els liberals cauen en una emboscada, quan anaven a aprovisionar la ciutat de Solsona, i perden contra els carlins en la batalla de Peracamps de 1839 en la Primera Guerra Carlina.
- 1924 - Ràdio Barcelona, l'emissora de ràdio més antiga dels Països Catalans i de l'Estat espanyol, com indica el seu distintiu, EAJ-1, comença les seves emissions.[2][3]
- 1942 - Barcelona: Inauguració de la Sala Rovira, galeria d'art de Barcelona, amb una exposició d'Isidre Nonell
- 1963 - París (França): Le Monde publica unes declaracions de l'abat de Montserrat, Aureli Maria Escarré, en què defensa la identitat nacional catalana, que acabaran comportant que les autoritats franquistes l'expulsin de l'estat espanyol, el 12 de març de 1965.
- 1997 - Barcelona: Tanca les portes el teatre El Molino, del Paral·lel barceloní. Les reobriria en un nou projecte el 2010.[4]

Resta del món
- 1813 - Plana d'Ayohúma (Departament de Potosí, Bolívia): l'exèrcit revolucionari venç a l'exèrcit de l'Imperi Espanyol en la batalla d'Ayohúma durant la guerra de la Independència Argentina.
- 1888 - Inaugurat a París l'Institut Pasteur, fundació francesa sense ànim de lucre que es dedica a l'estudi de la biologia, els microorganismes, les malalties i les vacunes.

## Naixements
Països Catalans
- 1401 - Segòvia: Maria de Castella, infanta de Castella i reina d'Aragó (m. 1458).[5]
- 1897 - Barcelona: Concepció Badia i Millàs, soprano catalana.[6]
- 1906 - Palamós: Carles Nyssen i Vicente, fotògraf català
- 1923 - Barcelona: Francesc d'Assís Casademont i Pou, pintor català que es feia anomenar Casademont le Vieux.
- 1936 - Elda, Vinalopó Mitjà: Antonio Gades, ballarí i coreògraf de dansa espanyola valencià.
- 1943 - Alcúdia de Crespins, la Costera: Antoni Ferrer i Perales, poeta valencià.
- 1952 - Sallent, el Bages: Agustín Rueda Sierra, anarquista català que morí torturat a la presó.
- 1985 - Manacor: Elena Gómez Servera, gimnasta mallorquina; ha estat campiona del món de gimnàstica artística.[7]

Resta del món
- 1719 - Augsburg (Sacre Imperi): Leopold Mozart, músic austríac (m. 1787).
- 1758 - Lieja, principat de Lieja), Francesc Josep Dewandre, escultor i arquitecte.
- 1797 - Kinnordy, Escòcia: Charles Lyell, científic i geòleg escocès
- 1805 - Hamburg, Alemanya: Fanny Mendelssohn, compositora i pianista alemanya.[8]
- 1824 - Linköping: Carl Israel Sandström, organista, professor i compositor suec
- 1840 - París, França: Claude Monet, pintor impressionista francès
- 1843 - París, França: Abel Hovelacque, antropòleg, lingüista i polític francès.
- 1885 - Gradyzk, Imperi Rus: Sonia Delaunay, pintora i dissenyadora de les avantguardes artístiques (m. 1979).[9]
- 1889 - Allahabad: Jawaharlal Nehru, advocat, polític i estadista indi, que fou primer ministre de l'Índia (m. 1964).[10]
- 1891 - Alliston, Canadà: Frederick Banting, metge canadenc, Premi Nobel de Medicina o Fisiologia de 1923
- 1900 - Brooklyn, Nova York (USA): Aaron Copland,compositor estatunidenc (m. 1990).[11]
- 1901 - Villaflores, Salamanca: Ramón Ruiz Alonso va ser un polític i activista dretà durant la Segona República Espanyola.
- 1906 - Cherryvale, Kansas: Louise Brooks, actriu estatunidenca, una de les cares més famoses del cinema mut (m. 1985).[12]
- 1907 - Vimmerby, Suècia: Astrid Lindgren, escriptora sueca, creadora de Pippi Långstrump.[13]
- 1914 - Valparaíso, Xile: Concha Zardoya, escriptora i poetessa xilena (m. 2004).[14]
- 1921 - Bayonne (Nova Jersey), Estats Units: Brian Keith, actor estatunidenc.
- 1922 - 
  - El Caire, Egipte: Boutros Boutros-Ghali, diplomàtic egipci i Secretari General de les Nacions Unides.
  - Brooklyn, Nova York: Veronica Lake, actriu cinematogràfica estatunidenca.
- 1927 - Llorca, Espanya: Narciso Yepes, guitarrista espanyol (m. 1997).
- 1930 - Saint-Pierre-d'Oléron, França: Pierre Bergé, empresari i mecenes francès.
- 1936 - Còrdova, Espanya: Josefina Molina, directora de cine, guionista, realitzadora de televisió, novel·lista i directora d'escena espanyola, primera dona diplomada en Direcció a la Escuela Oficial de Cinematografía.[15]
- 1939 - Pawtucket, Rhode Island (Estats Units): Wendy Carlos, compositora i intèrpret de música electrònica.[16]
- 1942 - Kazan: Natalia Gutman, violoncel·lista russa.[17]
- 1944 - Wildmoor, Worcestershire, Anglaterra, Karen Armstrong, teòloga, historiadora de la religió.
- 1945 - Mâcon: Anne Brenon, paleògrafa, S'ha dedicat a l'estudi de les heretgies medievals i al catarisme en particular.
- 1948 - Palau de Buckingham, Londres (Anglaterra): Carles de Gal·les, rei del Regne Unit i dels regnes de la Mancomunitat, fill gran de la Reina Elisabet II del Regne Unit.[10]
- 1954 - Birmingham, Alabama: Condoleezza Rice, política i diplomàtica estatunidenca.
- 1955 - Oulu, Finlàndia: Heidi Hautala, dirigent política ecologista finlandesa, Vicepresidenta del Parlament Europeu.[18]
- 1958 - Riga: Ingrīda Ūdre, política letona, fou ministra d'Economia i presidenta del Saeima.[19]
- 1978 - Madrid: Belén Sánchez Picorelli, jugadora i entrenadora de waterpolo espanyola.[20]
- 1982 - Rússia, Ekaterina Atalık, jugadora d'escacs turca, Mestra Internacional des de 2007 i Gran Mestra Femenina.

## Necrològiques
Països Catalans
- 1813 - Cadis: Antoni Capmany, empresari, catalanista i mecenes català.
- 1965 - Mataró: Àngela Bransuela, mare de família que dona nom a un Institut (n. 1883).[21]
- 1976 - Sabadell: Joan Llonch i Salas, empresari tèxtil català.
- 2011 - Barcelona: Josep Pernau i Riu, periodista català (n. 1930).
- 2014 - Monestir de Poblet, Maur Esteva, monjo cistercenc català, abat del monestir de Poblet (1970-1998) i abat general de l'Orde Cistercenc (1995-2005) (n. 1933).

Resta del món
- 1263 - Gorodets, Nóvgorod (Rússia): Alexandre Nevski, cabdill rus, venerat com a sant per l'Església Ortodoxa Russa (n. 1220).
- 1628 - Hangzhou (Xina): Nicolas Trigault, jesuïta flamenc, missioner a la Xina (n. 1577).[22]
- 1716 - Hannover, Ducat de Brunswick-Luneburg: Gottfried Wilhelm Leibniz, filòsof, matemàtic i polític alemany.
- 1831 - Berlín, Prússia: Georg Wilhelm Friedrich Hegel, filòsof alemany de l'idealisme (n. 1770).
- 1844 - Bordeus, França: Flora Tristán, escriptora i activista social francesa d'origen peruà.
- 1897 - Sant'Agala, Villanova sull'Arda: Giuseppina Strepponi, soprano italiana casada amb Giuseppe Verdi (n. 1815).[23]
- 1916 - prop de Beaumont-Hamel, França: Hector Hugh Munro "Saki", escriptor britànic mort en acte de guerra.
- 1946 - Alta Gracia (Argentina): Manuel de Falla, compositor andalús (n. 1876).[24]
- 1951 - East Preston, West Sussex: Richard Henry Walthew, compositor anglès.
- 1968 - Madrid: Ramón Menéndez Pidal, filòleg, historiador, folklorista, medievalista espanyol, de la Generació del 98.
- 1988 - Madrid: Julia Caba Alba, actriu espanyola (n. 1902).[25]
- 1999 - Hèlsinki: Rut Bryk, artista finlandesa, pionera de l'art ceràmic modern (n. 1916).[26]
- 2021 - París: Etel Adnan, poeta, assagista i artista visual libanesa.[27]

## Festes i commemoracions
- Santoral: sants Ruf d'Avinyó, bisbe; Serapió d'Alger, màrtir; Gregori Palamàs; Justinià I i Teodora (muller de Justinià I) (només a l'Església Ortodoxa Grega); Sants Pares de Mèrida, bisbes; Sidoni de Saint-Saëns, abat; venerable Didier de la Cour, fundador de la Congregació de Sant Vitó i Sant Hidulf; Trahamunda de Poio, monja llegendària.
- Dia mundial de la diabetis
- Dia contra l'exclusió social